# 李学忠 (东北抗日联军)
李学忠（1910年—1936年8月9日），又名李宗学，山东省掖县人。曾任东北抗日联军第2军政治部主任。1936年8月9日，李学忠在吉林省白山市抚松县东岗镇大碱场村与时任安图县警备司令官李道善领导的日伪军作战时中弹牺牲。

## 生平
1931年，李学忠加入中国共产党，九一八事变后被中共送往苏联进修。早年参加革命，曾在吉林、磐石一带从事中共的地下工作。1934年冬，李学忠被中共驻共产国际代表团指派回国，担任中共东满特委组织部部长，参与领导中国共产党的工作。1935年2月下旬至3月初东满党特委扩大会在汪清县召开，李学忠当选为东满党特委常委、组织部长。1935年春，日伪军对东满抗日游击区和根据地进行大讨伐。3月21日，东北人民革命军第二军独立师成立，王德泰为师长，李学忠任政治部主任。随后，独立师在敦化县南大蒲柴河与日伪军遭遇，李学忠率9名战士担任阻击，掩护大部队转移，成功完成阻击任务。5月起，日军增派重兵对中共建立的抗日根据地进行大规模的封锁和扫荡，为打破日军的封锁和进攻，第2军开始西征。李学忠率部迁往安图县车厂子，并开辟了安图县车厂子抗日游击根据地。1935年5月30日，东北人民革命军第二军成立，王德泰为军长、魏拯民为政治委员，李学忠任政治部主任。同年8月，李学忠率第1路军2个连，从安图游击区出发，向抚松、桦甸、濛江地区进发，于10月初，在濛江那尔轰与杨靖宇的率领的第1军会师。1936年1月20日，第二军成立军部并扩编两个师，下辖6个团，李学忠担任军政治部主任兼第一师政委。李学忠开始率队转战于抚松东部山区。
同年8月9日，李学忠在抚松县东岗镇大碱场村与时任安图县警备司令官李道善领导的日伪军作战时中弹牺牲。2014年9月1日，李学忠被列入中华人民共和国民政部公布的第一批300名著名抗日英烈和英雄群体名录。